# デニス・オズワルド
デニス・オズワルド（Denis Oswald、1947年5月9日 - ）はスイスのボート選手、国際オリンピック委員会理事、規律委員長、弁護士（スイス、ヌーシャテル州弁護士会元会長）。1968年メキシコシティーオリンピック、1972年ミュンヘンオリンピック、1976年モントリオールオリンピックに出場した。

## 経歴
1968年のメキシコシティーオリンピックにおいて舵つきフォアで団体出場し、チームの一員として銅メダルを獲得した。1972年のミュンヘンオリンピックでは8位入賞の成績を残す。1976年モントリオールオリンピックでは、クオドルプルスカルで出場し、8位入賞。
1989年から2014年7月まで国際ボート連盟会長を務める。1991年に国際オリンピック委員会（IOC）委員に選出される。2000年以降、IOC エグゼクティブメンバーであり、2005年からは2012年ロンドンオリンピックの調整委員会を統括し、開催に尽力した。

### IOC会長への立候補
2013年5月24日、オズワルドは、国際オリンピック委員会会長への立候補を表明。2013年9月10日、第125次IOC総会で行われた会長選挙の結果、トーマス・バッハに敗れ、落選した。
ロシアにおけるドーピング問題を受けて、オズワルド委員会を主導した。

## 脚註
1. ↑  「ロシアの国ぐるみ不正と思えず　ＩＯＣ規律委員長が見解」『東京新聞』2022年2月15日。
2. ↑  “Mr Denis OSWALD”. International Olympic Committee. 2022年2月16日閲覧。
3. ↑  “Oswald hands over FISA Presidency”. World Rowing. 2020年10月27日閲覧。
4. ↑  “Denis Oswald to run for IOC top spot”. Entertainment and Sports Programming Network. 2020年10月27日閲覧。